# Гуейян
 Тази статия е за града в Китай.  За школата в дзен будизма вижте Гуейян (дзен).  
Гуейян (на китайски: 贵阳, пинин: Guìyáng) е градска префектура в Китай, административен център на южната провинция Гуейджоу. Гуейян е с население от 4 696 800 жители (по приблизителна оценка от 2016 г.). Намира се на около 1100 м надморска височина. Разположен е на река, която впоследствие се влива в река Яндзъ.